# Jacob Baart de la Faille
Jacob-Baart de la Faille (Leeuwarden, 1º giugno 1886 – 7 agosto 1959) è stato uno storico dell'arte e scrittore olandese, biografo di Vincent van Gogh e compilò il primo catalogo ragionato delle sue opere, pubblicato nel 1928.

## Biografia
Jacob-Baart de la Faille nacque a Leeuwarden il 1º giugno 1886 da padre olandese, Cornelis Baart de la Faille, e madre belga, Henriette Adriana Krayenhoff.
Studiò all'università di Utrecht laureandosi in giurisprudenza e non in arte come potrebbe supporsi vista la sua opera.
Realizzò il primo catalogo ragionato delle opere di Vincent van Gogh, che venne pubblicato, per la prima volta, nel 1928. Il comitato editoriale pubblicò poi una seconda edizione rivista nel 1970, considerata oggi quella definitiva dell'intera produzione dei van Gogh.
I numeri del catalogo sono preceduti dalla lettera F: così F612 si riferisce a Notte stellata.
Poco dopo la pubblicazione del catalogo originale, de la Faille fu coinvolto in un importante affare di frodi relative al mercante d'arte di Berlino Otto Wacker. De la Faille aveva certificato l'autenticità di 30 dipinti che vennero successivamente considerati falsi.

## Opere
- J.-B. de La Faille: L'Epoque française de Van Gogh, MM. Bernheim-Jeune, éditeurs d'art, Paris ("acheve d'imprimer le 25 aout 1927")
- J.-B. de la Faille: L'Œuvre de Vincent van Gogh, catalogue raisonné, ouvrage accompagné de la reproduction de plus de 1.600 tableaux, dessins, aquarelles et gravures du Maître. 6 vols. Les Éditions G. van Oest, Paris & Bruxelles, 1928

2nd edition, revising the catalogue of paintings only, Hyperion, Paris 1937 (comprising editions in English, French, and German)
3rd edition, edited since 1961 by a committee initially including J. G. van Gelder, W. Jos de Gruyter, A. M. Hammacher (chairman), Jan Hulsker and H. Gerson, in 1962 joined by Annet Tellegen-Hoogendoorn, later by Martha Op de Coul and, due to time passing, by others
- J.-B. de la Faille: Les faux Van Gogh, avec 176 reproductions. Les Éditions G. van Oest, Paris & Bruxelles, 1930